# Franz Tügel
Franz Eduard Alexander Tügel (* 16. Juli 1888 in Hamburg; † 15. Dezember 1946 ebenda) war ein deutscher evangelisch-lutherischer Theologe und Landesbischof der Evangelisch-Lutherische Kirche im Hamburgischen Staate. 

## Leben
Franz Tügel war Sohn eines Kaufmanns. Er besuchte Schulen in Hamburg sowie in Stolberg (Rheinland). Er erwarb am Matthias-Claudius-Gymnasium in Wandsbek 1908 die Hochschulreife. Noch im selben Jahr begann er an der Universität Rostock ein Studium der Theologie. Er wechselte 1909 an die Universität Erlangen und setzte später sein Studium an der Universität Tübingen und an der Universität Berlin fort. In Erlangen trat er 1909 in die christlichen Studentenverbindung Uttenruthia im Schwarzburgbund bei. Im Oktober 1912 absolvierte er in Hamburg das erste theologische Examen, wurde Vikar und legte im  März 1914 in Hamburg das zweite theologische Examen ab. In jener Zeit betätigte er sich als Bibliothekar der Hamburger Kandidatenbibliothek und vertrat Theologen bei der Predigt.
Im April 1916 wurde Tügel zum dritten Pastor an der Hamburger St.-Nikolai-Kirche gewählt und heiratete. Da seine Frau im Dezember 1918 zur römisch-katholischen Kirche konvertierte, musste er eine neue Stelle suchen, die er 1919 an der Gnadenkirche in St. Pauli fand. In der Folge engagierte sich Tügel für eine Kirche, die entfernt von der Politik stand, sozial engagiert und im urchristlichen Sinne volksnah sein sollte. Dazu publizierte er unter anderem in der von ihm gemeinsam mit Ludwig Heitmann neu initiierten Zeitschrift Die neue Kirche. In jenem Verständnis, am orthodoxen Urgedanken des Christentums festzuhalten, wurde er ein geschätzter Prediger in Hamburg, was ihn klar als positiven Theologen qualifizierte.
In der Zeit des aufkommenden nationalen Extremismus fand er zu seiner antidemokratischen Einstellung. Im Juni 1931 trat er der NSDAP bei und wurde Gauredner. Er schloss sich den Deutschen Christen an und bekannte sich auch in seinen Predigten zum Nationalsozialismus, ohne ihn zu hinterfragen. So sah er unter anderem im Judentum eine Gefahr für das Christentum und legitimierte somit die Judenverfolgung. Dabei trat er in der theologischen Konfrontation unter anderem Karl Barth entgegen, was er später bereute. Von Bischof Simon Schöffel wurde er in den Landeskirchenrat berufen, amtierte ab Juli 1933 als Oberkirchenrat, hielt Gottesdienste über das Radio ab und nahm im November 1933 an der Nationalsynode in Wittenberg teil.
1934 kam ein spannungsgeladenes Verhältnis zu Schöffel auf, den er durch Intrigen in seinem Amt im März 1934 als Bischof der Hamburgischen Landeskirche ablösen konnte. Nachdem er am 1. Oktober 1934 zum Hauptpastor an der St.-Jacobikirche gewählt worden war, organisierte er das Landeskirchenamt zur zentralen Behörde und gestaltete den Kirchenrat zum Rechnungshof mit Führungscharakter um. Trotz seiner Überzeugung für den Nationalsozialismus bemühte sich Tügel, den Einfluss der staatlichen Ideologie auf das kirchliche Bekenntnis zu verhindern. Ihm gelang es, die Hamburgische Kirche wieder aus der Reichskirche zu lösen. Der Arierparagraph kam in der Hamburgischen Kirche nicht zur Geltung. 1935 distanzierte Tügel sich wieder von den „Deutschen Christen“, um eine Annäherung zu den Pastoren der Bekennenden Kirche zu erreichen, mit denen ihn theologisch mehr verband. Beide wussten sich an das Augsburger Bekenntnis gebunden und bekämpften daher sowohl das von den Machthabern propagierte Neuheidentum als auch eine „Entjudung“ des Christentums.  
1937 wurde ein Parteiausschlussverfahren gegen ihn eingeleitet, weil er sich weigerte, regimekritische Pastoren zu denunzieren. Obwohl er persönlich einen völkischen Antisemitismus vertrat, trat er für Christen jüdischer Abstammung ein.

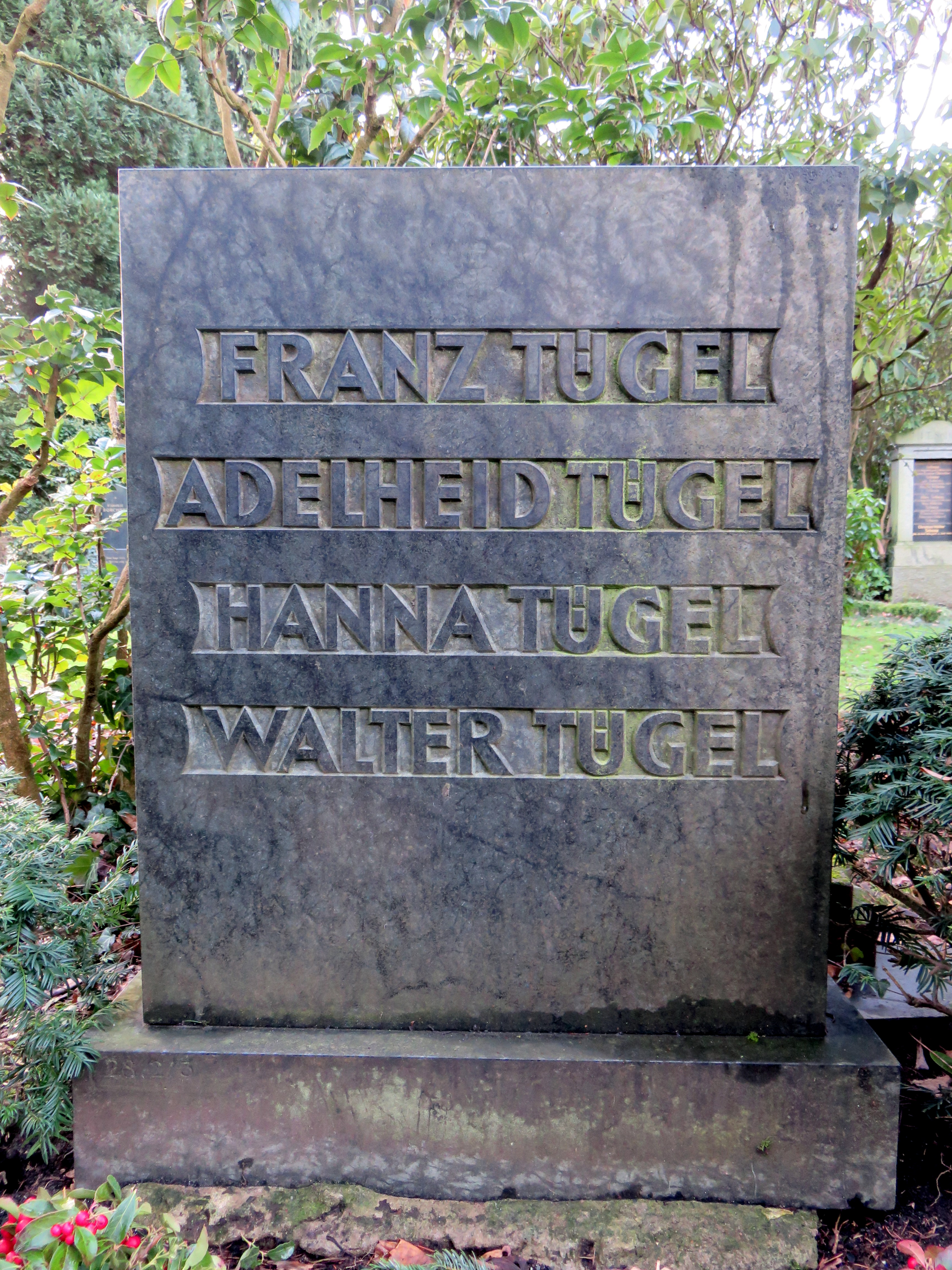
Grabstein Franz Tügel, auf dem Friedhof Ohlsdorf

Auch nach 1945 blieb er seiner Ideologie verhaftet und war nach dem Zweiten Weltkrieg für die Hamburger Kirche nicht mehr tragbar. So bezeichnete er das „Hauptkontingent“ der KZ-Insassen als „Strolche und Banditen“.
Um nicht aus dem Amt gedrängt zu werden, trat er am 18. Juli 1945 von seinen kirchlichen Ämtern zurück. Tügel, der schon Ende der zwanziger Jahre an Gelenkrheumatismus litt, war schon 1934 auf ständige Hilfe angewiesen. Ab 1943 litt er unter Bewegungsunfähigkeit und starb 1946 an den Folgen seiner Erkrankung. Sein Grab befindet sich, wie das seines jüngeren Bruders, des Schauspielers, Regisseurs, Hörspielsprechers und Autors Hans Tügel, auf dem Hamburger Friedhof Ohlsdorf im Planquadrat Y 28 südwestlich von Kapelle 6.

## Schriften
- Brannte nicht unser Herz? Jesu Leidensweg in 40 Predigten und Ansprachen vergegenwärtigt. Bahn, Schwerin 1929.
- mit Julius Hahn und Eduard Juhl: Was fange ich heute mit der Bibel an? 2. Auflage. Bahn, Schwerin 1924/25
- Wer bist Du? Fragen der Kirche an den Nationalsozialismus, Agentur des Rauhen Hauses, Hamburg 1932.
- Unmögliche Existenz! Ein Wort wider Karl Barth. Agentur des Rauhen Hauses, Hamburg 1933.
- Gottes Weg im Weltenjahr: Ein Jahrgang Predigten. Bahn, Schwerin 1938
- Wo lichtet sich die dunkle Nacht von heute? (= Evangelische Zeitstimmen, Heft 9). 1946.
- Mein Weg: 1888 - 1946; Erinnerungen eines Hamburger Bischofs (= Arbeiten zur Kirchengeschichte Hamburgs; Bd. 11). Hrsg. von Carsten Nicolaisen. Wittig, Hamburg 1972, ISBN 3-8048-4112-0.